# Прудовское сельское поселение (Крым)
Прудовское се́льское поселе́ние (укр. Прудівське сільське поселення, крымскотат. Аблеш кой юрту) — муниципальное образование в западной части Советского района Республики Крым России.
Административный центр — село Пруды.

## География
Находится в степном Крыму, у границы с Нижнегорским районом в долине реки Кучук-Карасу.

## Население
| 2001  | 2014  | 2015  | 2016  | 2017  | 2018  | 2019  |
| ----- | ----- | ----- | ----- | ----- | ----- | ----- |
| 3302  | ↘2343 | ↗2345 | ↘2336 | ↘2286 | ↘2259 | ↘2245 |
| 2020  | 2021  |       |       |       |       |       |
| ↘2207 | ↗2344 |       |       |       |       |       |

## Состав сельского поселения
| № | Населённый пункт | Тип населённого пункта       | Население |
| - | ---------------- | ---------------------------- | --------- |
| 1 | Пруды            | село, административный центр | ↘1876     |
| 2 | Привольное       | село                         | ↘467      |

## История
В 1935 году был образован Прудовский сельский совет, при создании Ичкинского района.
Статус и границы Прудовского сельского поселения установлены Законом Республики Крым от 5 июня 2014 года № 15-ЗРК «Об установлении границ муниципальных образований и статусе муниципальных образований в Республике Крым».